# Larisa Timchina
Larisa Timchina (în rusă Лариса Тимчина; n. 7 decembrie 1966, Dubăsari, RSS Moldovenească, URSS) este o fostă biatlonistă din Republica Moldova.

## Cariera sportivă
S-a născut în orașul Dubăsari din RSS Moldovenească, URSS (actualmente în Transnistria, Republica Moldova). 
A început să practice biatlonul în 1986, când a concurat pentru Clubul Sportiv al Armatei Centrale. La Campionatele Mondiale de vară de biatlon din 1997 din Cracovia, ea a câștigat medalia de bronz în cursele de sprint, clasându-se în spatele lui Wolha Nasarawa și Irina Tananaiko. Un an mai târziu, a fost a patra în Osrblie, ratând o altă medalie împotriva Adriannei Babik și Ninei Lemesch. În sezonul 1998/1999, a evoluat la etapele Cupei Mondiale, a participat în trei curse, dar nu s-a ridicat mai sus de locul 63. În curând și-a încheiat cariera.